# Heterogenella transversa
Heterogenella transversa är en tvåvingeart som beskrevs av Li och Bu 2002. Heterogenella transversa ingår i släktet Heterogenella och familjen gallmyggor.
Artens utbredningsområde är Yunnan (Kina). Inga underarter finns listade i Catalogue of Life.